# Definição de Obras Culturais Livres

Logotipo da Definição de Obras Culturais Livres, selecionado em concurso realizado em 2006

A Definição de Obras Culturais Livres (Definition of Free Cultural Works no original) é uma definição de conteúdo livre apresentadas por Erik Möller e publicado no site freedomdefined.org.

## História
O Open Content Project de David A. Wiley em 1998 foi um projeto antecessor que definiu o conceito de conteúdo aberto. Em 2003, a Wiley juntou-se ao Creative Commons como "Diretor de Licenças Educativas" e anunciou a Creative Commons e suas licenças como sucessoras de Open Content Project.
Portanto, Erik Möller da Creative Commons em colaboração com Richard Stallman, Lawrence Lessig, Benjamin Mako Hill, Angela Beesley, e outros começaram em 2006 o projeto Free Cultural Works para definir o que é conteúdo livre. O primeiro esboço da Definition of Free Cultural Works foi publicado em 3 de abril de 2006. As versões 1.0 e 1.1 foram publicados em inglês e traduzidas para algumas línguas.
A Definição de Obras Culturais Livres é usada pela Wikimedia Foundation. Em 2008,  as licenças Atribuição (BY) e CompartilhaIgual (SA) licenças Creative Commons foram marcadas como "Aprovadas pela Free Cultural Works".  Em junho de 2009, a Wikipedia fez uma migração para usar duas licenças: a Creative Commons Atribuição-CompartilhaIgual como licença principal, além da GNU Free Documentation License usada anteriormente (que foi transformada em compatível) Uma melhor compatibilidade de licença com um ecossistema maior de conteúdo gratuito foi o motivo para a mudança de licença.
Em outubro de 2014, a  Open Defintion 2.0 da Open Knowledge Foundation para obras abertas e licenças abertas descreveu aberto como sinônimo para a definição de livre na "Definição de Obras Culturais Livres" (e também a Definição de Código Aberto e a Definição de Software Livre). A diferença é o foco dado ao domínio público e que se concentra também na acessibilidade ( "acesso aberto") e a legibilidade ("formatos abertos"). Três licenças da Creative Commons são recomendadas para conteúdo aberto (CC BY , CC BY-SA , e CC0), como também três de suas próprias licenças de dados abertos: Open Data Commons Public Domain Dedication and Licence (PDDL), the Open Data Commons Attribution License (ODC-BY) e Open Data Commons Open Database License (ODbL).

## Licenças aprovadas
- Against DRM
- licença BSD
- Licenças Creative Commons
- Design Science License
- Licença Arte Livre
- FreeBSD Documentation License
- GNU Free Documentation License
- GNU General Public License
- MirOS Licence
- Licença MIT